# スカイキッズ
スカイキッズは、1993年2月にSANKYOが発売した、センター役物の中に回転する飛行機が配置されているパチンコ機のシリーズ名。
スカイキッズⅢとCRスカイキッズⅡの2機種がある。

## 概要
現金機とCR機でゲーム性が異なる権利物タイプ。現金機はデジタル図柄が揃った後に1/3でVゾーンがある役物への入賞が可能となり、V入賞で権利獲得となる。2段階で当たりを狙う仕様が最大の特徴である。CR機はデジタル図柄が揃うと盤面上部の電チューが開放され、センター役物への入賞が可能となる。この役物内に玉を運ぶことができればVゾーンへ入賞するので権利を獲得できる。2段階の当たりではなく、デジタルが揃えば権利獲得可能な点が現金機との違いである。CR機は特定の図柄がデジタル上に揃うと次回権利獲得まで大当たり確率がアップする。
同時期に発売された機種として、同社から1993年に発売されたワンダーランドⅡや、大同(現:ビスティ)から1993年に発売されたリボルバーDなどがある。
- スカイキッズⅢ

デジタルをスタートさせるためには最初に盤面上部に配置されているクルーンに玉を入れる必要がある。クルーンを経由した玉はセンター役物に落ち、役物内の「GO」に入賞するとデジタルが回転する。この役物内の飛行機は、時計回りに回転しており、玉は「GO」とその右隣以外で貯留できる仕組みになっていて、2個貯留できれば必ず「GO」に入賞する。デジタルが揃うと盤面左肩の電チューが開放される。この電チューに入賞すると電動式の回転体役物に玉が落ち、3つ穴のいずれかに導かれる。Vゾーンまで玉を運んでくれるLUCKY穴に入れば、V入賞となり権利を獲得できる。電チューの開放時間は、3つ穴回転体の1周の速度の1/3しかないので、電チューが開放されてもLUCKY穴には玉が入らないタイミングも存在する。
デジタルの抽選は2段階方式を採用している。第1段階目は1/40の確率で抽選し、第2段階目は4/5の確率で抽選をすることで、全体として1/50というデジタル確率になる。権利獲得後に連チャンモードに突入した際は、第1段階目の抽選がパスされるので、デジタルはすぐ揃う。連チャンモードは1/5のハズレを引くまで継続する。
- CRスカイキッズⅡ

左右肩に配置されているスタートチャッカーを玉が通過するとデジタルが回転する。12種類ある図柄のいずれかが揃えば電チューが開放され、センター役物に玉を入賞させることが可能となる。役物内の飛行機は常に脚が下の位置で停止しており、電チューに玉が入賞すればVゾーンに入賞し権利獲得となる。スカイキッズⅢではデジタルを始動させるスタートチャッカーの位置が、CR機では権利発生のためのVゾーンに変更されている。デジタル上の図柄が奇数かFのいずれかが揃って権利を獲得した場合は、権利終了後に次の大当たり確率が10倍にアップする。

## スペック
- スカイキッズⅢ
  - 賞球数 7&15
  - 大当たり最高継続 16R
  - デジタル確率 1/50
  - 役物振り分け 1/3
- CRスカイキッズⅡ
  - 賞球数 5&15
  - 大当たり最高継続 16R
  - 大当たり確率
    - 設定1 1/240
    - 設定2 1/260
    - 設定3 1/285

  - 確変中大当たり確率
    - 設定1 1/24
    - 設定2 1/26
    - 設定3 1/28.5

  - 確変突入率　1/2

## 図柄
- スカイキッズⅢ
  - 1
  - 3
  - 5
  - 7
  - 9
  - F
  - J
- CRスカイキッズⅡ
  - 0
  - 1
  - 2
  - 3
  - 4
  - 5
  - 6
  - 7
  - 8
  - 9
  - F
  - H

## 演出
- スカイキッズⅢ

デジタルを回すためにはセンター役物に玉を2個落下させる必要がある。役物上部のクルーンに玉が入ってから落下するまでの動きは、即落ちるパターンや、時間がかかるパターンなど予測不能なランダムな動きをするので入賞スピードは不定である。デジタル上に図柄が3つ揃えば電チューが4秒間もしくは1個入賞まで開放される。Vゾーンがある回転体役物は約12秒で1周するスピードで回転している。
1度権利を獲得した後は連チャンモードが終了するまでデジタルが1回転ごとに揃い続ける。連チャンモード中のデジタル回転時間は一定なので、デジタル回転がスタートした時の回転体役物のLUCKY穴の位置で、当たりかハズレかを予測することが可能となる。
LUCKY穴の位置が8時〜12時のときに玉を打ち出す、Vゾーン直撃打法というものが存在した。この手順は、デジタルが揃った後の電チュー開放時にLUCKY穴へ入りやすくするための打ち方で、LUCKY穴の１つ前のハズレ穴が通り過ぎた後に電チューに玉を拾わせるタイミングを狙って打ち出せば、さらにVゾーンに玉が運ばれやすくなる。
- CRスカイキッズⅡ

デジタルが揃った後に開放される盤面上部の電チューの開放時間は約5秒である。開放されている間に玉を1個でも拾えばVゾーンに入賞するので権利を獲得できる。アタッカーを開放させるためには回転体役物へ入賞する必要がある。この役物は盤面左に配置されているので、通常時同様に左打ちで出玉を獲得していく仕様である。本機は最大で4個保留することが可能だが、大当たり中にデジタルは作動しない。権利獲得前に既に保留されていた分も、権利獲得後に保留した分も全て大当たり終了後に消化される。
アタッカー開放用の回転体役物は、通常時と大当たり中では回転するスピードが異なる。1周のスピードは通常時が約26秒で、大当たり中が約10秒である。この回転体役物は権利獲得後は、アタッカー開放のための入賞口であるが、通常時でも入賞は可能である。通常時に入賞した場合は5個の払い出しのみでアタッカーは開放されない。この回転体役物はデジタルを回すためのスタートチャッカー下に配置されているので止め打ちで玉の消費を抑えることも可能ではある。しかし、通常時は役物がゆっくり回転するので、その分時間効率が悪くなりメリットはそこまで大きくはない。

## コンシューマ移植
- Victory-ZONEシリーズ(PlayStation用)
  - 『Victory-ZONE2』(ソニー・コンピュータエンタテインメント、1996年9月20日発売、SCPS-10025、JAN-4948872100250)にスカイキッズⅢが収録。

## サウンドトラック
- 『パチンコ・ミュージック・フロム SANKYO FEVER WARS』 キングレコード、1998年8月21日。KICA-1217。
  - BGMが収録されている。